# Morinda moaensis
Morinda moaensis är en måreväxtart som beskrevs av Brother Alain. Morinda moaensis ingår i släktet Morinda och familjen måreväxter. Inga underarter finns listade i Catalogue of Life.